# Seznam prezidentů Zambie

Vlajka zambijského prezidenta
Poměr stran: ~5:7

Nezávislá republika Zambie byla vyhlášena v roce 1964, od té doby vystřídala celkem osm prezidentů:
| Jméno              | Životní data | začátek výkonu funkce                                                                                           | konec výkonu funkce |
| ------------------ | ------------ | --- | ------------------- |
| Kenneth Kaunda     | 1924–2021    | 24. říjen 1964                                                                                                  | 2. listopad 1991    |
| Frederick Chiluba  | 1943–2011    | 2. listopad 1991                                                                                                | 2. leden 2002       |
| Levy Mwanawasa     | 1948–2008    | 2. leden 2002                                                                                                   | 19. srpen 2008 †    |
| Rupiah Banda       | 1937–2022    | od 29. června 2008 zastupující prezident za Mwanawasu, od 19. srpna 2008 prozatímní, od 2. listopadu 2008 řádný | 23. září 2011       |
| Michael Sata       | 1937–2014    | 23. září 2011                                                                                                   | 28. říjen 2014      |
| Guy Scott          | * 1944       | 28. říjen 2014                                                                                                  | 25. leden 2015      |
| Edgar Lungu        | * 1956       | 25. leden 2015                                                                                                  | 2021                |
| Hakainde Hichilema | * 1962       | 2021 | úřadující           |